# SSV Jeddeloh
SSV Jeddeloh is een Duitse voetbalclub uit de buurtschap Jeddeloh II in de gemeente Edewecht in de Landkreis Ammerland.

## Geschiedenis
De club werd in 1951 opgericht en speelde lang op het laagste niveau in de Kreisliga. Tussen 1991 en 1995 speelde SSV Jeddeloh in de Bezirksklasse maar degradeerde toen weer. Met ondersteuning van een uit Jeddeloh afkomstige vleeshandelaar cq worstenmaker begon de club vanaf 2004 aan een opmars door terug te keren in de Bezirksklasse en twee jaar later naar de Bezirksliga te promoveren. De club promoveerde opnieuw en speelde in het seizoen 2006/07 in de Bezirksoberliga Weser/Ems. In 2008 degradeerde de club, maar keerde na één seizoen weer terug. In 2012 promoveerde SSV Jeddeloh naar de Oberliga Niedersachsen. In het seizoen 2014/15 leek de club opweg naar de Regionalliga Nord maar werd een licentie voor de Regionalliga geweigerd. In 2017 werd SSV Jeddeloh kampioen in de Oberliga Niedersachsen en speelt in het seizoen 2017/18 voor het eerst in de Regionalliga Nord. In het seizoen 2021-22 speelt SSV Jeddeloh II ook in de RL Nord. Aan het einde van het seizoen speelt het team in de Abstiegsrunde waar het op een veilige plek staat om ook komend seizoen in de RL Nord te kunnen spelen.

## Eindklasseringen
| Seizoen | Competitie                | Niveau | Eindstand | DFB Pokal | Opmerking                                               |
| ------- | ------------------------- | ------ | --------- | --------- | ------------------------------------------------------- |
| 2001/02 | 1e Kreisklasse Ammerland  | X      | 2         | --        |                                                         |
| 2002/03 | Kreisliga Weser/Ems-5     | IX     | 3         | --        |                                                         |
| 2003/04 | Kreisliga Weser/Ems-5     | IX     | 1         | --        |                                                         |
| 2004/05 | Bezirksklasse Weser/Ems-2 | VIII   | 3         | --        |                                                         |
| 2005/06 | Bezirksklasse Weser/Ems-2 | VIII   | 1         | --        |                                                         |
| 2006/07 | Bezirksliga Weser/Ems-2   | VII    | 1         | --        |                                                         |
| 2007/08 | Bezirskoberliga Weser/Ems | VI     | 14        | --        |                                                         |
| 2008/09 | Bezirksliga Weser/Ems-2   | VII    | 1         | --        |                                                         |
| 2009/10 | Bezirskoberliga Weser/Ems | VI     | 11        | --        |                                                         |
| 2010/11 | Landesliga Weser/Ems      | VI     | 2         | --        |                                                         |
| 2011/12 | Landesliga Weser/Ems      | VI     | 1         | --        |                                                         |
| 2012/13 | Oberliga Niedersachsen    | V      | 8         | --        |                                                         |
| 2013/14 | Oberliga Niedersachsen    | V      | 10        | --        |                                                         |
| 2014/15 | Oberliga Niedersachsen    | V      | 3         | --        |                                                         |
| 2015/16 | Oberliga Niedersachsen    | V      | 3         | --        | Ligatopscorer: Kevin Oltmer (31)                        |
| 2016/17 | Oberliga Niedersachsen    | V      | 1         | --        |                                                         |
| 2017/18 | Regionalliga Nord         | IV     | 7         | --        | Finale Niedersachsenpokal > SV Drochtersen/Assel: 1-5   |
| 2018/19 | Regionalliga Nord         | IV     | 12        | 1e ronde  | < 1. FC Heidenheim 1846: 2-5                            |
| 2019/20 | Regionalliga Nord         | IV     | 15        | --        | competitie afgebroken i.v.m. coronapandemie             |
| 2020/21 | Regionalliga Nord         | IV     | 5         | --        | Groep Zuid; competitie afgebroken i.v.m. coronapandemie |
| 2021/22 | Regionalliga Nord         | IV     | 13        | --        | 6e Groep Zuid                                           |
| 2022/23 | Regionalliga Nord         | IV     | 11        | --        |                                                         |
| 2023/24 | Regionalliga Nord         | IV     | 14        | --        |                                                         |
| 2024/25 | Regionalliga Nord         | IV     | 14        | --        |                                                         |
| 2025/26 | Regionalliga Nord         | IV     | .         | --        |                                                         |

Bremer SV ·
SV Drochtersen/Assel ·
Werder Bremen II ·
BSV Kickers Emden ·
SC Weiche Flensburg 08 ·
Hamburger SV II ·
TSV Havelse ·
SSV Jeddeloh ·
Holstein Kiel II ·
TuS Blau-Weiß Lohne ·
1. FC Phönix Lübeck ·
VfB Lübeck ·
SV Meppen ·
Eintracht Norderstedt ·
VfB Oldenburg ·
FC St. Pauli II ·
FC Teutonia Ottensen · 
SV Todesfelde